# Окупація Сокотри (2018)
Окупація Сокотри — вторгнення військ Об'єднаних Арабських Еміратів на острів Сокотра в 2018 році.

## Перебіг подій
30 квітня 2018 року Об’єднані Арабські Емірати (ОАЕ) без попередньої координації з урядом Ємену висадили 100 своїх військових на єменському острові Сокотра. Незабаром після приземлення, Збройні сили ОАЕ вигнали єменських солдатів з аеропорту Сокотра, і над усіма урядовими будівлями у Хадібо був піднятий прапор Еміратів.
Офіційний Ємен охарактеризував вторгнення як акт агресії проти Ємену, однак ніякого військового опору на архіпелазі не було.

## Реакція
3 травня 2018 року сотні місцевих жителів вийшли на мітинг проти захоплення острова Еміратами, вимагаючи негайного виведення всіх іноземних військ з території архіпелагу. Проте вже 6 травня 2018 року у Хадібу, столиці архіпелагу, пройшов мітинг на підтримку ОАЕ. 
Прем'єр-міністр Ємену Ахмед Обеїд бін Дагр заявив, що заняття ОАЕ морського порту та аеропорту на Сокотрі — необґрунтоване посягання на територіальну цілісність Ємену. МЗС ОАЕ у відповідь відзначило, що було здивовано цією заявою і звинуватило у спотворенні інформації «Братів-мусульман», заявивши, що «збройні сили ОАЕ присутні на території всіх звільнених провінцій Ємену, в тому числі і на Сокотрі, в рамках операції коаліції, щоб підтримати легітимну владу Ємену в цей критичний момент в історії держави».
11 травня 2018 року Туреччина висловила стурбованість щодо цієї події. Міністр закордонних справ Туреччини заявив, що «ми уважно стежимо за недавніми подіями на острові Сокотра в Ємені. Ми стурбовані цими подіями, які створюють нову загрозу територіальній цілісності та суверенітету Ємену», і закликав усіх відповідних учасників поважати законний уряд Ємену та утримуватися від вжиття заходів, які можуть ще більше ускладнити ситуацію.